# Fiona Watt
Fiona Watt (Edimburgo, 28 marzo 1956) è un biologa britannica.
È nota a livello internazionale per i suoi contributi nel campo della biologia delle cellule staminali. Negli anni 1980, quando le ricerche erano agli inizi, ha evidenziato le caratteristiche chiave delle cellule staminali e del loro ambiente, gettando le basi per molte ricerche successive.
Watt è la direttrice dell'European Molecular Biology Organization (EMBO). In precedenza, è stata direttrice del Centro per le cellule staminali e la medicina rigenerativa del King's College London e presidente esecutivo del Medical Research Council (Regno Unito) (MRC), diventando la prima donna a guidare il MRC dalla sua fondazione nel 1913.

## Biografia

### Studi e formazione
Fiona Watt è nata il 28 marzo 1956 a Edimburgo. Suo padre era un dentista chirurgo che affiancava al lavoro clinico un attivo programma di ricerca. La sua famiglia frequentava la Chiesa di Scozia. Sua sorella minore, Wendy, morì nel 1982. Fiona Watt aspirava a diventare una scienziata sin da giovanissima.
Ha conseguito la laurea in Lettere nel 1976 e il master nel 1979, entrambi presso il Murray Edwards College dell'Università di Cambridge. Nel 1979 ha anche conseguito il dottorato presso la Sir William Dunn School of Pathology dell'Università di Oxford, realizzando con la supervisione di Henry Harris la tesi su Microtubule-organizing centres in cells in culture and in hybrids derived from them ("Centri di organizzazione dei microtubuli nelle cellule in coltura e negli ibridi da esse derivati").

### Carriera
Dopo il dottorato, la Watt ha completato due anni di ricerca post-dottorato presso il Massachusetts Institute of Technology (MIT), negli Stati Uniti, con il dottor Howard Green. Al suo ritorno nel Regno Unito, ha fondato il suo primo laboratorio presso il Kennedy Institute of Rheumatology di Londra, dove è diventata responsabile del laboratorio di biologia cellulare molecolare. Nel 1987 si è trasferita al Cancer Research UK London Research Institute (ora parte del Francis Crick Institute), dove ha ricoperto il ruolo di responsabile del laboratorio dei cheratinociti. Dal 2007 al 2012 ha lavorato a Cambridge, dove ha contribuito a fondare il Cambridge Cancer Research UK Institute e il Wellcome Trust Centre for Stem Cell Research. È stata membro del St John's College e la prima docente donna di genetica molecolare nella cattedra intitolata in onore di Herchel Smith all'Università di Cambridge.

### Attività di ricerca
Il principale contributo di Watt alla ricerca è stato quello di chiarire il modo in cui il rivestimento esterno della pelle dei mammiferi, l'epidermide, sia mantenuto attraverso l'auto-rinnovamento delle cellule staminali e la differenziazione terminale della loro progenie. Utilizzando epidermide umana in coltura e topi geneticamente modificati, ha aperto la strada all'identificazione delle popolazioni di cellule staminali e ha chiarito i ruoli di integrina, proteine Notch, Wnt e recettori tirosin chinasici nella segnalazione e nella regolazione del loro comportamento. Ha identificato il primo marcatore, i recettori della matrice extracellulare (ECM) dell'integrina, che potrebbero essere utilizzati per isolare le cellule staminali epidermiche. I ricercatori hanno successivamente scoperto che questo marcatore arricchisce le cellule staminali in una vasta gamma di tessuti. Inoltre, altri hanno ampiamente confermato il suo concetto originale che l'ECM è un componente chiave della nicchia delle cellule staminali.
La ricerca del suo laboratorio ha anche dimostrato che l'interazione tra diversi segnali intrinseci ed estrinseci è fondamentale per determinare il destino delle cellule, ha identificato diversi meccanismi di rilevamento e vie di segnalazione a valle, e ha chiarito la natura del passaggio tra cellule staminali e cellule differenziate.
Pioniera del profiling dell'espressione genica delle singole cellule, ha dimostrato che i diversi stati delle cellule staminali epidermiche umane non sono stocastici, ma riflettono l'esistenza di sottopopolazioni di cellule staminali che non erano state identificate in precedenza. Dimostrando l'esistenza di lignaggi di fibroblasti cutanei funzionalmente distinti, ha aperto la strada a nuove strategie per il trattamento delle cicatrici e della fibrosi.
Le ricerche della Watt hanno portato a nuove intuizioni su come la deregolazione epidermica porti alla formazione di tumori, compresi i ruoli svolti da cellule differenziate, batteri e cellule immunitarie. Ha scoperto nuovi meccanismi attraverso i quali le integrine contribuiscono al cancro, compresa la prima mutazione di integrina associata al tumore. Ha anche identificato la prima mutazione inibitoria del Wnt che stimola la formazione di tumori. La generalità delle sue osservazioni è stata confermata in altri tumori solidi. Negli ultimi anni si è interessata sempre più alla relazione tra varianti genetiche e comportamento cellulare.

### Incarichi direttivi

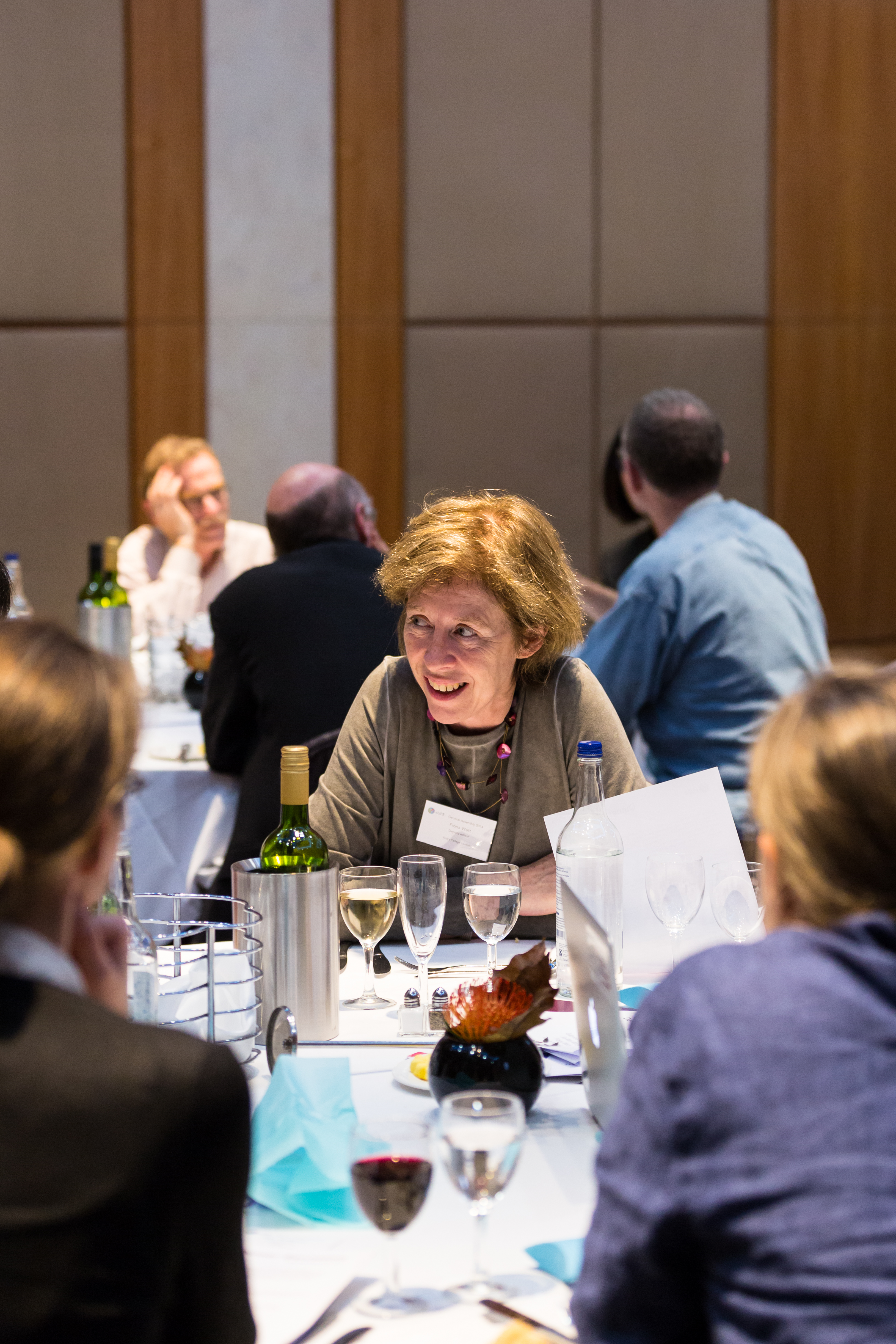
Fiona Watt nel 2014

Watt ha svolto un ruolo chiave nella promozione degli investimenti del governo britannico nella ricerca sulle cellule staminali, ad esempio, in qualità di consulente specializzato presso il Comitato per la scienza e la tecnologia della Camera dei Lord. È stata anche ex presidente della British Society for Cell Biology e dell'International Society for Stem Cell Research (ISSCR). È stata caporedattrice del Journal of Cell Science per 20 anni e poi vicedirettrice fondatrice di eLife. La Watt è una convinta sostenitrice del ruolo delle donne nella scienza. In una serie di articoli e interviste con scienziate (2004-2005), ha esaminato le difficoltà che le donne devono affrontare per "arrivare al vertice".
Presso il Medical Research Council (MRC) ha lanciato un programma per consentire di partecipare alla ricerca ai medici che svolgono la professione a tempo pieno; ha lavorato con studenti di dottorato appartenenti a minoranze etniche per individuare nuovi modi di sostenere le loro carriere accademiche; ha sviluppato nuove iniziative in materia di multimorbilità, salute mentale degli adolescenti e dolore. Nel 2020 la dottoressa Watt ha guidato le iniziative per finanziare la ricerca sul coronavirus, contribuendo a garantire che i primi premi dell'UKRI/DHSC fossero assegnati proprio quando si stava manifestando l'entità della pandemia. Durante il mandato di Watt come presidente esecutivo del MRC, ha avuto la responsabilità della decisione di chiudere la Mammalian Genetics Unit. Questa decisione strategica è stata criticata da oltre 150 ricercatori e genetisti di fama internazionale, tra cui Elizabeth Fisher e Robin Lovell-Badge. A seguito di una revisione di strategia nel 2019, il Consiglio MRC ha concluso che, alla luce dei progressi scientifici per la creazione di modelli murini più complessi e clinicamente rilevanti, era opportuno concentrare nuovi investimenti su programmi mirati integrati con la modellizzazione delle malattie umane. Il professor Owen Sansom è stato nominato direttore della nuova National Mouse Genetics Network (Rete nazionale di genetica dei topi).. Il Medical Research Council ha investito più di 20 milioni di sterline nella rete, che riunisce un pacchetto di cluster di ricerca incentrati sulle sfide, distribuiti in tutto il Regno Unito, e una partnership a lungo termine con il Mary Lyon Centre di Harwell.
Nel dicembre 2020 l'UK Research and Innovation (UKRI) ha avviato un'indagine di whistleblowing, stabilendo che la Watt aveva agito in modo intimidatorio. Per questa inchiesta, ha presentato scuse scritte a diverse persone. La Watt è rimasta in carica fino alla fine del suo mandato di presidente esecutivo del MRC, all'inizio del 2022, per poi assumere il nuovo incarico di direttrice dell'Organizzazione europea di biologia molecolare.

## Premi e riconoscimenti
Watt è membro dell'European Molecular Biology Organization (1999), membro dell'Academy of Medical Sciences (2000), e membro della Royal Society (2003). È stata eletta membro onorario straniero dell'American Academy of Arts and Sciences nel 2008. Watt è anche dottore honoris causa dell'Università autonoma di Madrid (2016). È stata eletta membro onorario della Society for Investigative Dermatology (2018) e membro onorario della British Pharmacological Society (2019). Watt è membro associato straniero della National Academy of Sciences (2019), dell'Accademia di scienze e lettere di Heidelberg (2023), nonché di diversi comitati consultivi, tra cui l'European Molecular Biology Laboratory (EMBL), il Comitato consultivo scientifico (SAC) e il Comitato consultivo medico dell'Howard Hughes Medical Institute.
Ha vinto il premio Women in Cell Biology Senior Award dell'American Society for Cell Biology (ASCB) nel 2008, il premio inaugurale Suffrage Science nel 2011, la medaglia della Hunterian Society nel 2015, il premio "Donne nella scienza" della FEBS/EMBO nel 2016 e il premio Achievement Award della ISSCR (2024).